# Octopus varunae
Octopus varunae är en bläckfiskart som beskrevs av Oommen 1971. Octopus varunae ingår i släktet Octopus och familjen Octopodidae. Inga underarter finns listade i Catalogue of Life.